# Менекша
Менекша — река в России, протекает по Чудовскому району Новгородской области. Устье реки находится в 10 км по левому берегу рукава Волхова Любунька. Длина реки составляет 15 км. Примерно в полутора километрах от устья ширина реки — 15 метров, глубина — 2 метра.
Населённых пунктов по берегам реки нет.

## Данные водного реестра
По данным государственного водного реестра России относится к Балтийскому бассейновому округу, водохозяйственный участок реки — Волхов, речной подбассейн реки — Волхов. Относится к речному бассейну реки Нева (включая бассейны рек Онежского и Ладожского озера).
Код объекта в государственном водном реестре — 01040200612102000018899.